# تاکوزو کاواتانی
تاکوزو کاواتانی (انگلیسی: Takuzo Kawatani; ۲۱ ژوئیهٔ ۱۹۴۱ – ۲۲ دسامبر ۱۹۹۵) بازیگر اهل ژاپن بود.
از فیلم‌ها یا برنامه‌های تلویزیونی که وی در آن نقش داشته‌است می‌توان به امپراتوری هوس اشاره کرد.